# Weseła Bonczewa
Vesela Boncheva (ur. 31 stycznia 1990 r.) – bułgarska siatkarka, grająca na pozycji rozgrywającej. W sezonie 2009/2010 grała w polskiej lidze w drużynie Pronar Zeto Astwa AZS Białystok oraz w sezonie 2015/2016 w KS DevelopRes Rzeszów. Jest reprezentantką Bułgarii juniorek w piłce siatkowej kobiet. Od marca 2017 roku występuje w hiszpańskiej drużynie Club Voleibol Logroño.

## Sukcesy klubowe
Puchar Bułgarii:
- 2006, 2009

Mistrzostwo Bułgarii:
- 2009, 2015
- 2012

Mistrzostwo Hiszpanii:
- 2017